# Étrochey
Étrochey is een gemeente in het Franse departement Côte-d'Or (regio Bourgogne-Franche-Comté) en telt 221 inwoners (1999). De plaats maakt deel uit van het arrondissement Montbard.

## Geografie
De oppervlakte van Étrochey bedraagt 3,2 km², de bevolkingsdichtheid is 69,1 inwoners per km².
De onderstaande kaart toont de ligging van Étrochey met de belangrijkste infrastructuur en aangrenzende gemeenten.

## Demografie
Onderstaande figuur toont het verloop van het inwonertal (bron: INSEE-tellingen).